# Giovanni Spinola
Giovanni Spinola (født 31. juli 1935 i Gravedona, død 19. oktober 2020) var en italiensk roer.
Gravedona deltog som styrmand sammen med Renato Bosatta, Giuseppe Galante, Emilio Trivini og Franco De Pedrina i firer med styrmand ved OL 1964 i Tokyo. De vandt deres indledende heat, men i finalen kunne de ikke følge med favoritterne fra Tyskland, der vandt guld, men italienerne sikrede sig sølv et pænt stykke foran Holland på bronzepladsen.
Spinola vandt desuden en EM-bronzemedalje i firer med styrmand ved EM 1964 i Amsterdam med samme besætning som ved OL samme år.

## OL-medaljer
- 1964:  Sølv i firer med styrmand